# Раш (округ, Індіана)
Шаблон:StateAbbr_ 39°37′ пн. ш. 85°28′ зх. д. / 39.62° пн. ш. 85.47° зх. д.
Округ Раш (англ. Rush County) — округ (графство) у штаті Індіана, США. Ідентифікатор округу 18139.

## Історія
Округ утворений 1821 року.

## Демографія
За даними перепису
2000 року
загальне населення округу становило 18261 осіб, зокрема міського населення було 7301, а сільського — 10960.
Серед мешканців округу чоловіків було 8971, а жінок — 9290. В окрузі було 6923 домогосподарства, 5047 родин, які мешкали в 7337 будинках.
Середній розмір родини становив 3,06.
Віковий розподіл населення поданий у таблиці:
| Стать    | До 15 років | 15-21 | 22-29 | 30-39 | 40-49 | 50-65 | 65-85 | Понад 85 |
| -------- | ----------- | ----- | ----- | ----- | ----- | ----- | ----- | -------- |
| Чоловіки | 2112        | 832   | 846   | 1334  | 1388  | 1364  | 1002  | 93       |
| Жінки    | 1983        | 772   | 819   | 1349  | 1349  | 1418  | 1341  | 259      |

## Суміжні округи
- Генрі — північ
- Файєтт — схід
- Франклін — південний схід
- Декатур — південь
- Шелбі — захід
- Генкок — північний захід

## Виноски
1. ↑  U.S. Decennial Census. United States Census Bureau. Архів оригіналу за 12 травня 2015. Процитовано 10 липня 2014.
2. ↑  Historical Census Browser. University of Virginia Library. Архів оригіналу за 11 серпня 2012. Процитовано 10 липня 2014.
3. ↑  Population of Counties by Decennial Census: 1900 to 1990. United States Census Bureau. Архів оригіналу за 4 жовтня 2014. Процитовано 10 липня 2014.
4. ↑  Census 2000 PHC-T-4. Ranking Tables for Counties: 1990 and 2000 (PDF). United States Census Bureau. Архів оригіналу (PDF) за 18 грудня 2014. Процитовано 10 липня 2014.
5. ↑  Rush County QuickFacts. Бюро перепису населення США. Архів оригіналу за 17 липня 2011. Процитовано 25 вересня 2011.(англ.) Наведено за англійською вікіпедією.
6. ↑  American FactFinder. Бюро перепису населення США. Архів оригіналу за 26 лютого 2012. Процитовано 31 січня 2008.

| США | Це незавершена стаття з географії США. Ви можете допомогти проєкту, виправивши або дописавши її. |